# Triodanis
Triodanis es un género de plantas con flores perteneciente a la familia Campanulaceae son nativas de Norteamérica, desde Estados Unidos a Guatemala, las Antillas y Ecuador. Comprende 10 especies descritas y de estas, solo 6 aceptadas.

## Descripción
Son plantas herbáceas erectas o recostadas con las puntas hacia arriba. El tallo simple o poco ramificado con pelillos en la base. Las hojas alternas de 3.5 cm de longitud y 1.5 cm de ancho, pecioladas, las superiores sésiles (tornándose en brácteas), dientes redondeados, base cordada abrazando el tallo. Con una o varias flores en las axilas de las hojas. Las flores son acampanadas de color azul o violeta  y raramente blancas de 8-12 mm de longitud.

## Taxonomía
El género fue descrito por Raf. ex Greene y publicado en New Flora and Botany of North America . . . 4: 67. 1836[1838]. La especie tipo es: Trochocodon spicatus P. Candargy.

## Especies aceptadas
A continuación se brinda un listado de las especies del género Triodanis aceptadas hasta octubre de 2013, ordenadas alfabéticamente. Para cada una se indica el nombre binomial seguido del autor, abreviado según las convenciones y usos.
- Triodanis coloradoensis (Buckley) McVautgh
- Triodanis holzingeri McVaugh
- Triodanis lamprosperma McVaugh
- Triodanis leptocarpa (Nutt.) Nieuwl.
- Triodanis perfoliata (L.) Nieuwl.
- Triodanis texana McVaugh